# 브렛 에머턴
브렛 마이클 에머턴(Brett Michael Emerton, 1979년 2월 22일 ~ )는 오스트레일리아의 은퇴한 축구 선수로서 포지션은 미드필더이다.